# Список найкращих англомовних науково-фантастичних романів
У списку представлені найкращі науково-фантастичні романи, написані англійською мовою, починаючи з 1949 року. Список складений на основі укладених провідними англомовними критиками жанру антологій рецензій на найкращі рецензовані ними англомовні науково-фантастичні романи. Перша з них — Наукова фантастика: 100 найкращих романів, англомовна добірка,1949–1984 (англ. Science Fiction: The 100 Best Novels, An English-Language Selection, 1949–1984)  (1985) — укладена найавторитетнішим шотландським критиком-фантастикознавцем Дейвідом Прінґлом та охоплює період з 1949 по 1984 рік. Друга книга-добірка, Наукова фантастика: 101 найкращий роман, 1985-2010 (англ. Science Fiction: The 101 Best Novels 1985-2010)  (2012), що являє собою логічне продовження першої збірки рецензій та охоплює більш пізній період, вийшла зі схвальною передмовою Прінґла в редакції двох відомих письменників-фантастів та критиків жанру — найавторитетнішого сучасного австралійського критика-фантастикознавця Демьєна Бродеріка та його американського колеги та провідного критика Пола Ді Філіппо. Вона охоплює період часу з 1985 по 2010 рік.
Романи у списку розташовані відповідно до дати першої публікації безвідносно журнальної (у круглих дужках) чи книжкової (у квадратних), в окремих випадках також вказано дату написання роману (проте від неї порядок у списку не залежить).
1. Джордж Орвелл (англ. George Orwell)  — «1984» (англ. «1984»)  [1949]
2. Чарльз Л. Харнесс (англ. Charles L. Harness) — «Політ у вчора» (англ. «Flight into Yesterday») (1949), [1953]
3. Джордж Ріппі Стюарт — (англ. George R. Stewart)  «Земля потерпає» (англ. «Earth Abides»)  [1949]
4. Рей Бредбері (англ. Ray Bradbury)  — «Марсіанські хроніки» (англ. «The Martian Chronicles»)  [1950]
5. Рей Бредбері (англ. Ray Bradbury)  — «451 градус за Фаренгейтом» (англ. «Fahrenheit 451»)  (1950) як «Пожежник», [1953], доп. [1979]
6. Артур Кларк (англ. Arthur C. Clarke)  — «Кінець дитинства» (англ. «Childhood's End»)  (1950) як «Янгол-охоронець» (Guardian Angel), переробл. [1953]
7. Роберт Гайнлайн (англ. Robert A. Heinlein)  — «Лялькарі» (англ. «The Puppet Masters»)  [1951]
8. Джон Віндем (англ. John Wyndham)  — «День триффідів» (англ. «The Day of the Triffids»)  [1951]
9. Бернард Вулф (англ. Bernard Wolfe)  — «Чистилище» (англ. «Limbo»)  [1952]
10. Альфред Бестер (англ. Alfred Bester)  — «Зруйнована людина» (англ. «The Demolished Man»)  (1952), [1953]
11. Фредерик Пол (англ. Frederik Pohl)  та Сиріл Корнблас — (англ. C. M. Kornbluth)  «Торговці космосом» (англ. The Space Merchants)  (1952), [1953]
12. Кліффорд Саймак (англ. Clifford D. Simak)  — «Кільце навколо Сонця» (англ. «Ring Around the Sun») (1952), [1953]
13. Теодор Стерджон (англ. Theodore Sturgeon)  — «Більше ніж люди» (англ. «More Than Human») [1953]
14. Ворд Мур (англ. Ward Moore)  — «Подаруй ювілей» (англ. «Bring the Jubilee»)  [1953]
15. Хол Клемент (англ. Hal Clement)  — «Експедиція «Тяжіння»» (англ. Mission of Gravity)  [1954]
16. Едгар Пенгборн (англ. Edgar Pangborn)  — «Дзеркало для спостерігачів» (англ. «A Mirror for Observers») [1954]
17. Айзек Азімов (англ. Isaac Asimov)  — «Кінець Вічності» (англ. «The End of Eternity») [1955]
18. Лі Брекетт (англ. Leigh Brackett)  — «Тривале завтра» (англ. «The Long Tomorrow») [1955]
19. Вільям Голдінг (англ. William Golding)  — «Спадкоємці» (англ. «The Inheritors») [1955]
20. Альфред Бестер (англ. Alfred Bester)  — "Зірки — мета моя « (англ. «The Stars My Destination»)  [1956]
21. Джон Крістофер (англ. John Christopher) — Смерть трави (англ. «The Death of Grass») [1956]
22. Артур Кларк (англ. Arthur C. Clarke)  — „Місто та зірки“ (англ. «The City and the Stars)  [1956]
23. Роберт Гайнлайн (англ. Robert A. Heinlein)  — „Двері до літа“ (англ. «The Door into Summer»)  [1957]
24. Джон Віндем (англ. John Wyndham)  — „Зозулі Мідвіча“ (англ. «The Midwich Cuckoos»)  [1957]
25. Браєн Олдіс (англ. Brian Aldiss)  — „Без зупинки“ (англ. «Non-Stop»)  [1958]
26. Джеймс Бліш (англ. James Blish)  — „Справа совісті“ (англ. «A Case of Conscience)  [1958]
27. Роберт Гайнлайн (англ. Robert A. Heinlein)  — „Маю скафандр – здатен мандрувати“ (англ. «Have Space-Suit Will Travel»)  [1958]
28. Філіп Дік (англ. Philip K. Dick)  — „Нестикований час“ (англ. «Time Out of Joint»)  [1959]
29. Пет Френк (англ. Pat Frank)  „Бувай, Вавилоне“ (англ. «Alas, Babylon»)  [1959]
30. Волтер Міллер (англ. Walter M. Miller)  — Кантата за Лейбовіцем (англ. «A Canticle for Leibowitz»)  [1959]
31. Курт Воннеґут (англ. Kurt Vonnegut Jr)  — „Сирени Титана“ (англ. «The Sirens of Titan»)  [1959]
32. Альгіс Будріс (англ. Algis Buldrys)  — „Місяць-пустунець“ (англ. «Rogue Moon)  [1960]
33. Теодор Стерджон (англ. Theodore Sturgeon)  — „Венера плюс ікс“ (англ. «Venus Plus X») [1960]
34. Браєн Олдіс (англ. Brian Aldiss)  — „Теплиця“ (англ. «Hothouse»)  (1960-61), [1962]
35. Кліффорд Саймак (англ. Clifford D. Simak)  — „Тут збираються зірки“ (англ. «Here Gather the Stars»)  (1961), [1963]
36. Джеймс Баллард (англ. J. G. Ballard)  — „Світ, що потонув“ (англ. «The Drowned World»)  [1962]
37. Ентоні Бьорджес (англ. Anthony Burgess)  — „Механічний апельсин“ (англ. «A Clockwork Orange»)  [1962]
38. Філіп К.Дік (англ. Philip K. Dick)  — „Людина у високому замку“ (англ. «The Man in the High Castle»)  [1962]
39. Роберт Шеклі (англ. Robert Sheckley)  — „Подорож Джоеніса“ (англ. «Journey Beyond Tomorrow»)  [1963]
40. Курт Воннеґут (англ. Kurt Vonnegut Jr)  — „Колиска для кішки“ (англ. «Cat's Cradle»)  [1963]
41. Філіп К.Дік (англ. Philip K. Dick)  — „Марсіанський зсув часу“ (англ. «Martian Time-Slip»)  (1962) — рукопис, [1964]
42. Браєн Олдіс (англ. Brian Aldiss)  — „Сива борода“ (англ. Greybeard»)  [1964]
43. Фріц Лайбер (англ. Fritz Leiber)  — „Блукач“ (англ. «The Wanderer»)  [1964]
44. Філіп К.Дік (англ. Philip K. Dick)  — „Три стигмати Палмера Елдритча“ (англ. «The Three Stigmata of Palmer Eldritch»)  (1964) — рукопис, [1964]
45. Вільям Барроуз (англ. William S. Burroughs)  — Нова експрес» (англ. «Nova Express»)  [1964]
46. Філіп К.Дік (англ. Philip K. Dick)  — «Лікар Бладмані, або як ми знайшли спільну мову після бомби» (англ. «Dr. Bloodmoney, or How We Got Along After the Bomb»)  (1963) — рукопис, [1965]
47. Френк Герберт (англ. Frank Herbert)  — «Дюна» (англ. Dune)  (англ. «Dune»)  (1963—1965), [1965]
48. Кордвайнер Сміт (англ. Cordwainer Smith)  — «Нострилія» (англ. «Norstrilia»)  [1964]_ by (1964—1968), [1975]
49. Джеймс Баллард (англ. J. G. Ballard)  — «Кристалічний світ» (англ. «The Crystal World»)  [1966]
50. Гаррі Гаррісон (англ. Harry Harrison)  — «Посуньтесь, посуньтесь» (англ. «Make Room! Make Room!»)  [1966]
51. Деніел Кіз (англ. Daniel Keyes)  — «Квіти для Елджернона» (англ. Flowers for Algernon)  [1966]
52. Роджер Желязни (англ. Roger Zelazny)  — «Володар снів» (англ. «The Dream Master»)  (1965), доп. [1966]
53. Філіп К.Дік (англ. Philip K. Dick)  — «Чи сняться андроїдам електровівці?» (англ. Do Androids Dream of Electric Sheep?)  (1966) — рукопис, [1968]
54. Джон Браннер (англ. John Brunner)  — «Стояти на Занзібарі» (англ. «Stand on Zanzibar»)  [1968]
55. Семюел Ділейні (англ. Samuel R. Delany)  — «Нова» (англ. Nova)  [1968]
56. Томас Діш (англ. Thomas M. Disch)  — «Концтабір» (англ. «Camp Concentration»)  (1967), [1968]
57. Майкл Муркок (англ. Michael Moorcock)  — «Остаточна програма» (англ. «The Final Programme»)  (1967), [1968]
58. Кіт Робертс (англ. Keith Roberts)  — «Павана» (англ. «Pavane»)  [1968]
59. Енджела Картер (англ. Angela Carter)  — «Герої та лиходії» (англ. «Heroes and Villains»)  [1969]
60. Урсула Ле Ґуїн (англ. Ursula K. Le Guin)  — «Ліва рука темряви» (англ. The Left Hand of Darkness)  [1969]
61. Роберт Шо (англ. Bob Shaw)  — «Палац вічності» (англ. «The Palace of Eternity»)  [1969]
62. Нормен Спінред (англ. Norman Spinrad)  — «Жук Джек Беррон» (англ. «Bug Jack Barron»)  [1969]
63. Пол Ендерсон (англ. Poul Anderson)  — «Тау —  нуль» (англ. «Tau Zero»)  [1970]
64. Роберт Сілверберг (англ. Robert Silverberg)  — «Додолу, до Землі» (англ. «Downward to the Earth»)  [1970]
65. Вілсон Такер (англ. Wilson Tucker)  — «Рік спокійного Сонця» (англ. The Year of the Quiet Sun)  [1970]
66. Томас Діш (англ. Thomas M. Disch)  — «334» (англ. «334»)  [1972]
67. Джин Вулф (англ. Gene Wolf)  — «П'ята голова Цербера» (англ. «The Fifth Head of Cerberus»)  [1972]
68. Майкл Муркок (англ. Michael Moorcock)  — «Танцівники Кінця часів» (англ. «The Dancers at the End of Time»)  (1972-76), [1980]
69. Джеймс Баллард (англ. J. G. Ballard)  — «Аварія» (англ. «Crash»)  [1973]
70. Мак Рейнольдс (англ. Mack Reynolds)  — «Погляд назад з 2000 року» (англ. «Looking Backward, From the Year 2000e»)  [1973]
71. Аєн Вотсон[en] (англ. Ian Watson)  — «Втручання» (англ. «The Embedding»)  [1973]
72. Сюзі Маккі Чарнас (англ. Suzy Mckee Charnas)  — «Прогулянка до межі світу» (англ. «Walk to the End of the World_ by Suzy Mckee Charnas»)  [1974]
73. Майкл Джон Гаррісон[en] (англ. M. John Harrison)  — «Центаврійський прилад» (англ. «The Centauri Device»)  [1974]
74. Урсула Ле Ґуїн (англ. Ursula K. Le Guin)  — «Знедолені» (англ. The Dispossessed: An Ambiguous Utopia)  [1974]
75. Крістофер Пріст (англ. Christopher Priest)  — «Перевернутий світ» (англ. Inverted World)  [1974]
76. Джеймс Баллард (англ. J. G. Ballard)  — «Хмарочос» (англ. «High-Rise»)  [1975]
77. Баррі Н. Молзберґ (англ. Barry N. Malzberg)  — «Галактики» (англ. «Galaxies»)  [1975]
78. Джоанна Расс (англ. Joanna Russ)  — «Жіночий чоловік» (англ. «The Female Man»)  [1975]
79. Роберт Шо (англ. Bob Shaw)  — «Орбітсвіль» (англ. «Orbitsville»)  [1975]
80. Кінгслі Еміс (англ. Kingsley Amis)  — «Чергування» (англ. «The Alteration»)  [1976]
81. Мадж Пірсі (англ. Marge Piercy)  — «Жінка на краю часу» (англ. «Woman on the Edge of Time»)  [1976]
82. Фредерик Пол (англ. Frederik Pohl)  — «Людина з плюсом» (англ. «Man Plus»)  [1976]
83. Альгіс Будріс (англ. Algis Budrys)  — «Михайлів день» (англ. «Michaelmas»)  [1977]
84. Джон Варлі (англ. John Varley)  — «Гаряча лінія Змійоносця» (англ. The Ophiuchi Hotline»)  [1977]
85. Аєн Вотсон[en] (англ. Ian Watson)  — «Дивовижні відвідувачі» (англ. «Miracle Visitors»)  [1978]
86. Томас Діш (англ. Thomas M. Disch)  — «На крилах пісні» (англ. «On Wings of Song»)  [1979]
87. Браєн Стейблфорд (англ. Brian Stableford)  — «Тінь на прогулянці» (англ. «The Walking Shadow»)  [1979]
88. Кейт Вільгельм (англ. Kate Wilhelm)  — «Час ялівцю» (англ. «Juniper Time»)  [1979]
89. Грегорі Бенфорд (англ. Gregory Benford)  — «Пейзаж часу» (англ. «Timescape»)  [1980]
90. Демьєн Бродерік (англ. Damien Broderick)  — «Сплячі дракони» (англ. «The Dreaming Dragons»)  [1980]
91. Октавія Батлер (англ. Octavia A. Butler)  — «Дике сім'я» (англ. «Wild Seed»)  [1980]
92. Рассел Гобан англ. Russell Hoban)  — «Прогульник Ріддлі» (англ. Riddley Walker)  [1980]
93. Філіп Хосе Фармер (англ. Philip Jose Farmer)  — «Безпричинна маска» (англ. «The Unreasoning Mask»)  [1980]
94. Ларрі Нівен (англ. Larry Niven)  та Джеррі Пурнелл — (англ. Jerry Pournelle)  «Клятва вірності» (англ. Oath of Fealty)  [1981]
95. Майкл Бішоп (англ. Michael Bishop)  — «Немає ворога окрім часу» (англ. «No Enemy But Time»)  [1982]
96. Джон Слейдек (англ. John Sladek)  — «Родерік», «Родерік навмання» (англ. «Roderick» and «Roderick at Random»)  by [1980-83], [1983]
97. Джин Вулф (англ. Gene Wolf)  — «П'ята голова Цербера» (англ. «The Fifth Head of Cerberus»)  [1980-83], [1983]
98. Джон Келвін Бечелор[en] (англ. John Calvin Batchelor)  «Народження Народної республіки Антарктика» (англ. «The Birth of People's Republic of Antartica»)
99. Вільям Ґібсон (англ. William Gibson)  — «Нейромант» (англ. «Neuromancer»)  [1984]
100. Філіп К.Дік (англ. Philip K. Dick)  —   «Радіо «Вільний Альбемас»» (англ. Radio Free Albemuth»)  (1976) — рукопис, [1985]
101. Орсон Скотт Кард (англ. Orson Scott Card) — «Гра Ендера» (англ. «Ender’s Game») [1985]
102. Урсула Ле Ґуїн (англ. Ursula K. Le Guin)  — «Завжди повертаючись додому» (англ. «Always Coming Home»)  [1985]
103. Курт Воннеґут (англ. Kurt Vonnegut Jr)  — «Галапагос» (англ. «Galápagos»)  [1985]
104. Маргарет Етвуд (англ. The Handmaid’s Tale)  — «Оповідь служниці» (англ. «The Handmaid’s Tale»)  [1985]
105. Джеймс Морроу (англ. James Morrow)  — «Цей шлях туди, де світ закінчується» (англ. «This Is the Way the World Ends»)  [1985]
106. Пет Мерфі (англ. Pat Murphy)  — «Впала жінка» (англ. «The Falling Woman»)  [1986]
107. Пемела Серджент[en] (англ. Pamela Sargent)  — «Берег жінки» (англ. «The Shore of Women»)  [1986]
108. Джоан Слончевськи (англ. Joan Slonczewski)  — «Двері до океану» (англ. «A Door into Ocean»)  [1986]
109. Пол Парк (англ. Paul Park)  — «Солдати раю» (англ. «Soldiers of Paradise»)  [1987]
110. Луціус Шепард (англ. Lucius Shepard)  — «Життя під час війни» (англ. «Life During Wartime») [1987]
111. Джордж Тернер (англ. George Turner)  — «Море та літо» (англ. «The Sea and Summer»)  [1987]
112. Керолайн Черрі (англ. C. J. Cherryh)  — «Ситін» (англ. «Cyteen»)  [1988]
113. Девід Зінделл (англ. David Zindell)  «Ніколисся» (англ. «Neverness»)  [1988]
114. Роузмері Кьорштайн[en] (англ. Rosemary Kirstein)  — «Бикожінка» (англ. «The Steerswoman»)  [1989]
115. Шері С. Теппер (англ. Sheri S. Tepper)  — «Трава» (англ. «Grass»)  [1989]
116. Ієн Бенкс (англ. Iain M. Banks)  — «Використання зброї[en]» (англ. «Use of Weapons») [1989]
117. Грег Бір (англ. Greg Bear)  — «Королева янголів» (англ. «Queen of Angels») [1990]
118. Лоїс Макмастер Буджолд (англ. Lois McMaster Bujold)  — «Барраяр» (англ. «Barrayar»)  [1991]
119. Пет Кедіган (англ. Pat Cadigan)  — «Синтезатори» (англ. «Synners») [1991]
120. Карен Джой Фаулер (англ. Karen Joy Fowler)  — «Сара Канарка» (англ. «Sarah Canary)  [1991]
121. Ґвінет Джоунз (англ. Gwyneth Jones)  — «Біла королева» (англ. «White Queen»)  [1991]
122. Пол Дж. Макоулі (англ. Paul McAuley)  — «Вічне світло» (англ. «Eternal Light»)  [1991]
123. Майкл Свонвік (англ. Michael Swanwick)  — «Станції припливу» (англ. «Stations of the Tide»)  [1991]
124. Стівен Бекстер (англ. Stephen Baxter)  — «Часоподібна нескінченність[en]» (англ. «Timelike Infinity»)  [1992]
125. Річард Колдер[en] (англ. Richard Calder)  — «Мертві дівчата[en]» (англ. «Dead Girls») [1992]
126. Стівен Ґулд[en] (англ. Steven Gould)  — «Стрибун[en]» (англ. «Jumper») [1992]
127. Морін Ф. Макг'ю (англ. Maureen F. McHugh)  — «Китайська гора Цанг» (англ. «China Mountain Zhang») [1992]
128. Кім Стенлі Робінсон (англ. Kim Stanley Robinson)  «Червоний Марс» (англ. «Red Mars») [1992]
129. Вернор Вінже (англ. Vernor Vinge)  «Прірва у небі» (англ. «A Deepness in the Sky»)  [1992]
130. Конні Вілліс (англ. Connie Willis)  «Книга Судного дня» (англ. «Doomsday Book»)  [1992]
131. Волтер Джон Вільямс (англ. Walter Jon Williams)  «Аристократи[en]» (англ. «Aristoi»)  [1992]
132. Октавія Батлер (англ. Octavia Butler)  «Притча про сіяча» (англ. Parable of the Sower»)  [1993]
133. Нікола Ґріффіс (англ. Nicola Griffith)  — «Аммоніт» (англ. «Ammonite»)  [1993]
134. Мері Розенблум (англ. Mary Rosenblum)  — «Химера» (англ. «Chimera»)  [1993]
135. Джин Вулф (англ. Gene Wolf)  — «Нічний бік нового Сонця» (англ. «Nightside the Long Sun»)  [1994]
136. Грег Іген (англ. Greg Egan)  «Місто перетурбацій» (англ. «Permutation City»)  [1994]
137. Майкл Бішоп (англ. Michael Bishop)  — «Крихкі дамби» (англ. «Brittle Innings»)  [1994]
138. Майкл Муркок (англ. Michael Moorcock)  — «Кров: південна фантазія» (англ. «Blood: A Southern Fantasy»)  [1994]
139. Джон Барнс (англ. John Barnes)  — «Мати штормів» (англ. Mother of Storms»)  [1995]
140. Ґрегорі Бенфорд (англ. Gregory Benford)  — «Вітрильна яскрава вічність» (англ. «Sailing Bright Eternity»)  [1995]
141. Річард Пауерс (англ. Richard Powers)  — «Ґалатея 2.2» (англ. «Galatea 2.2»)  [1995]
142. Ніл Стівенсон (англ. Neal Stephenson)  — «Діамантовий вік, або абетка для шляхетних дівчат» (англ. «The Diamond Age: Or, A Young Lady's Illustrated Primer»)  [1995]
143. Вільям Бартон[en] (англ. William Barton)  — «Трансміграція душ» (англ. «The Transmigration of Souls»)  [1996]
144. Рафаель Картер[en] (англ. Raphael Carter)  — «Щасливе падіння[en]» (англ. «The Fortunate Fall»)  [1996]
145. Мері Доріа Расселл (англ. Mary Doria Russell)  — «Горобець[en]» (англ. «The Sparrow»)  [1996]
146. Брюс Стерлінг (англ. Bruce Sterling)  — «Святий вогонь» (англ. «Holy Fire»)  [1996]
147. Джек Венс (англ. Jack Vance)  — «Нічна лампа[en]» (англ. «Night Lamp)  [1996]
148. Кейдж Бейкер (англ. Kage Baker)  — «В едемському саду» (англ. «In the Garden of Iden»)  [1997]
149. Джо Голдеман (англ. Joe Haldeman)  — «Вічний мир» (англ. «Forever Peace»)  [1997]
150. Елізабет Генд (англ. Elizabeth Hand)  — «Проблиск» (англ. Glimmering»)  [1997]
151. Джонатан Летем (англ. Jonathan Lethem)  — «Як вона залізла через стіл[en]» (англ. «As She Climbed Across the Table»)  [1997]
152. Мері Доріа Расселл (англ. Mary Doria Russell)  — «Діти Бога» (англ. «Children of God»)  [1998]
153. Кен Маклауд (англ. Ken MacLeod)  — «Відділ Кассіні» (англ. «The Cassini Division)  [1998]
154. Віл Маккарті[en] (англ. Wil McCarthy)  — «Цвітіння[en]» (англ. «Bloom»)  [1998]
155. Лінда Наґата (англ. Linda Nagata)  — «Незміренний» (англ. «Vast»)  [1998]
156. Джон Варлі (англ. John Varley)  — «Золотий глобус» (англ. «The Golden Globe»)  [1998]
157. Саймон Інґз[en] (англ. Simon Ings)  — «Стрімголов[en]» (англ. «Headlong»)  [1999]
158. Джордж Зебровськи[en] (англ. George Zebrowski)  — «Печера зірок» (англ. «Cave of Stars»)  [1999]
159. Пол Ендерсон (англ. Poul Anderson)  — «Генезис» (англ. «Genesis»)  [2000]
160. Джеймс Баллард (англ. J. G. Ballard)  — «Супер-Канни[en]» (англ. «Super-Cannes)  [2000]
161. Майкл Фабер[en] (англ. Michael Faber)  — «Під шкірою» (англ. «Under the Skin»)  [2000]
162. Чайна М'євіль (англ. China Mieville)  — «Станція загублених снів» (англ. «Perdido Street Station»)  [2000]
163. Джаміль Назір[fr] (англ. Jamil Nasir)  — "Відстань Гейза " (англ. «Distance Haze»)  [2000]
164. Елестер Рейнолдс (англ. Alastair Reynolds)  — «Космічний апокаліпсис[en]» (англ. «Revelation Space trilogy»)  [2000]
165. Адам Робертс (англ. Adam Roberts)  — «Сіль» (англ. «Salt»)  [2000]
166. Карл Шрьодер (англ. Karl Schroeder)  — «Вентус» (англ. «Ventus»)  [2001]
167. Браєн Стейблфорд (англ. Brian Stableford)  — «Комплекс Касандри[en]» (англ. «The Cassandra Complex»)  [2001]
168. М. Джон Гаррісон[en] (англ. M. John Harrison)  — «Світло[en]» (англ. «Light»)  [2002]
169. Річард К. Морган (англ. Richard K. Morgan)  — «Зінакшений вуглець» (англ. «Altered Carbon»)  [2002]
170. Крістофер Пріст (англ. Christopher Priest)  — «Відокремлення» (англ. «The Separation»)  [2002]
171. Джон Райт[en] (англ. John C. Wright)  — «Золотий вік[es]» (англ. «The Golden Age»)  [2002]
172. Одрі Ніффенеджер (англ. Audrey Niffenger)  — «Дружина мандрівника у часі» (англ. «The Time Traveler’s Wife»)  [2003]
173. Джастіна Робсон[en] (англ. Justina Robson)  — «Природнича історія» (англ. «Natural History»)  [2003]
174. Єн Макдональд (англ. Ian McDonald)  — «Ріка богів[en]» (англ. «River of Gods»)  [2004]
175. Говард Гендрікс (англ. Howard Hendrix)  — «Ключ від лабіринту[en]» (англ. «The Labyrinth Key»)  [2004]
176. Філіп Рот (англ. Philip Roth)  — «Змова проти Америки» (англ. «The Plot Against America»)  [2004]
177. Кадзуо Ісіґуро (англ. Kazuo Ishiguro)  — «Не відпускай мене» (англ. «Never Let Me Go»)  [2005]
178. Єн Маклауд (англ. Ian R. MacLeod)  — «Будинок штормів» (англ. «The House of Storms»)  [2005]
179. Дейвід Марусек[en] (англ. David Marusek)  — «Рахуючи голови[en]» (англ. «Counting Heads»)  [2005]
180. Джефф Раймен (англ. Geoff Ryman)  — «Повітря» (англ. «Air»)  [2005]
181. Чарльз Штросс (англ. Charles Stross)  — «Прискорючись[en]» (англ. «Accelerando»)  [2005]
182. Роберт Чарльз Вілсон (англ. Robert Charles Wilson)  — «Спін» (англ. «Spin»)  [2005]
183. Говард Гендрікс (англ. Howard Hendrix)  — «Списи Бога» (англ. «Spears of God»)  [2006]
184. Ліз Дженсен[en] (англ. Liz Jensen)  — «Моя брудна маленька книга викраденого часу» (англ. «My Dirty Little Book of Stolen Time»)  [2006]
185. Кормак Маккарті (англ. Liz Jensen)  — «Шлях» (англ. «The Road»)  [2006]
186. Наомі Новик (англ. Naomi Novik)  — «Дракон Його Величності» (англ. «Temeraire»)  або (англ. «His Majesty's Dragon»)  [2006]
187. Пітер Воттс (англ. Peter Watts)  — «Сліпобачення» (англ. «Blindsight»)  [2006]
188. Браєн Олдіс (англ. Brian Aldiss)  — «HARM[en]» (англ. «HARM»)  [2007]
189. Майкл Шабон (англ. Michael Chabon)  — «Спілка єврейських поліцейських» (англ. «The Yiddish Policemen’s Union»)  [2007]
190. Керол Емшвіллер (англ. Carol Emshwiller)  — «Таємне місто[en]» (англ. «The Secret City»)  [2007]
191. Кетлін Енн Ґунан[en] (англ. Kathleen Ann Goonan)  — «У часи війни» (англ. «In War Times»)  [2007]
192. Руді Ракер (англ. Rudy Rucker)  — «Постсінгулярність[en]» (англ. «Postsingular»)  [2007]
193. Ніл Ешер[en] (англ. Neal Asher)  — «Тінь Скорпіона[en]» (англ. «Shadow of the Scorpion»)  [2008]
194. Корі Докторов (англ. Cory Doctorov)  — «Алхімія каменю[en]» (англ. «The Alchemy of Stone»)  [2008]
195. Сюзанна Коллінз (англ. Suzanne Collins)  — «Голодні ігри» (англ. «The Hunger Games trilogy»)  [2008]-[2010]
196. Паоло Бачигалупі (англ. Paolo Bacigalupi)  — «Заведена дівчина» (англ. «The Windup Girl»)  [2009]
197. Ненсі Кресс (англ. Nancy Kress)  — «Вкрасти крізь небо» (англ. «Steal Across the Sky»)  [2009]
198. Шері Пріст (англ. Cherie Priest)  — «Кісткотряс» (англ. «Boneshaker »)  [2009]
199. Лорен Б'юкс (англ. Lauren Beukes)  — «Зоомісто[en]» (англ. «Zoo City»)  [2009]
200. Вільям Ґібсон (англ. William Gibson)  — «Історія нуля[en]» (англ. «Zero History»)  [2009]
201. Ханну Раяніємі (англ. Hannu Rajaniemi)  — «Квантовий злодій» (англ. «The Quantum Thief»)  [2009]